# Montbeugny
Montbeugny település Franciaországban, Allier megyében. Lakosainak száma 645 fő (2022. január 1.). Montbeugny Chapeau, Lusigny, Neuilly-le-Réal, Thiel-sur-Acolin, Toulon-sur-Allier és Yzeure községekkel határos.

## Népesség
A település népességének változása:
| Lakosok száma | 505  | 421  | 557  | 593  | 693  | 691  | 681  | 662  | 654  | 645  |
|               | 1968 | 1982 | 1990 | 2006 | 2013 | 2015 | 2017 | 2019 | 2020 | 2022 |